# 台湾复叶耳蕨
台湾复叶耳蕨（学名：Arachniodes globisora）也称马关复叶耳蕨、广南复叶耳蕨，为鳞毛蕨科复叶耳蕨属下的一个种。